# Nadgarstek

Kości nadgarstka

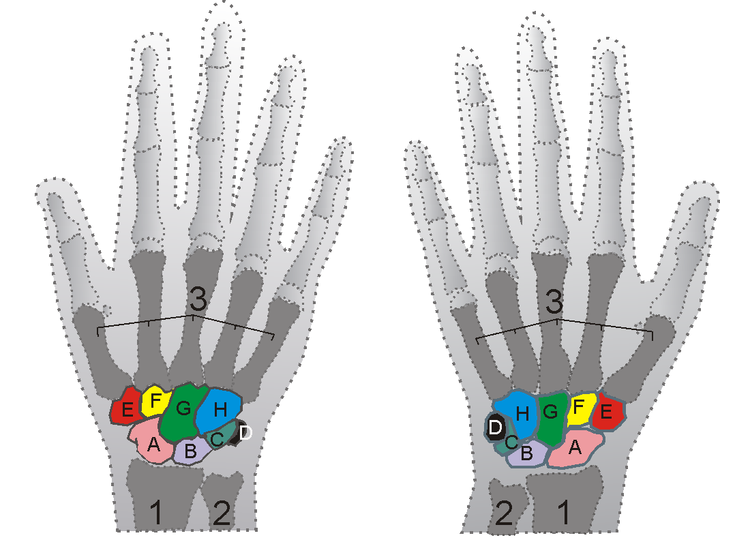
A – kość łódeczkowata, B – kość księżycowata, C – kość trójgraniasta, D – kość grochowata, E – kość czworoboczna większa, F – kość czworoboczna mniejsza, G – kość główkowata, H – kość haczykowata, 1 – kość promieniowa, 2 – kość łokciowa, 3 – kości śródręcza

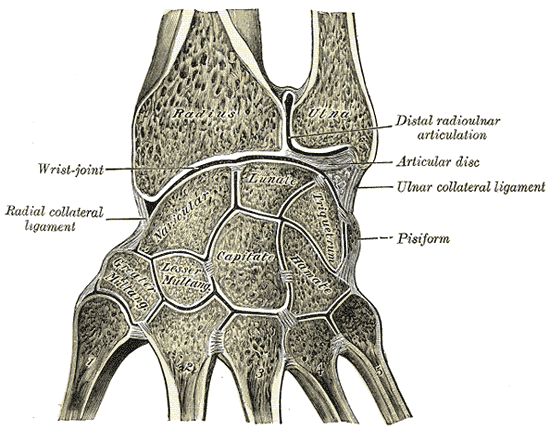
Kości nadgarstka

Nadgarstek (łac. carpus) – część kończyny górnej.
U człowieka składa się z ośmiu kości:
- kości łódeczkowatej (łac. os scaphoideum),
- kości księżycowatej (łac. os lunatum),
- kości trójgraniastej (łac. os triquetrum),
- kości grochowatej (łac. os pisiforme),
- kości czworobocznej większej (łac. os trapezium),
- kości czworobocznej mniejszej (łac. os trapezoideum),
- kości główkowatej (łac. os capitatum),
- kości haczykowatej (łac. os hamatum)[1].

Są one ułożone w dwóch szeregach: bliższym (należą do niego kości łódeczkowata, księżycowata, trójgraniasta i grochowata) i dalszym (kości czworoboczna większa, czworoboczna mniejsza, główkowata i haczykowata). Kości szeregu bliższego łączą się z kośćmi przedramienia, a kości szeregu dalszego – z kośćmi śródręcza.
U konia występuje 7 kości nadgarstka (brak pierwszej kości), podobnie jak u psa, u którego dwie z kości tworzą jedną – kość nadgarstka pośrodkowo-promieniową. Przeżuwacze mają sześć kości nadgarstka – nie występuje I, natomiast II i III zrastają się.

## Skróty mnemotechniczne
Powszechne w nauczaniu anatomii są wierszyki ułatwiające zapamiętanie nazw i kolejności kości nadgarstka.
W Polsce w nauce nazw kości nadgarstka wykorzystuje się następujące wierszyki:
Dla szeregu bliższego:
„Łódka płynie, Księżyc świeci, Trójgraniasty Groszek leci”. (odpowiednio kości: łódeczkowata, księżycowata, trójgraniasta, grochowata).
Dla szeregu dalszego:
„Na Trapezie, Trapeziku, wisi Główka na Haczyku”. (odpowiednio kości: czworoboczna większa, czworoboczna mniejsza (patrz nazwy łacińskie), główkowata, haczykowata).
„Czworoboczna Większa z Mniejszą się zmówiły, Główkowatą na Haczyku powiesiły”
W krajach anglojęzycznych popularny jest mnemonik:
„Some Lovers Try Positions That They Can't Handle” (S - Scaphoid, L - Lunate, T - Triquetral, P - Pisiform, T - Trapezium, T - Trapezoid, C - Capitate, H - Hamate).